# Kilómetro 11
Kilómetro 11 es una popular canción folklórica. Se la considera el “himno del chamamé”, género especialmente difundido en la provincia de Corrientes.
La letra de la canción corresponde al poeta y compositor Constante Aguer. La música, por su parte, es obra del célebre folclorista Mario del Tránsito Cocomarola. Se grabó por primera vez en 1940.

## Título
En el libro “Mis vivencias con el Chamamé”, de Leopoldo Castillo, se explica que el título de la canción se debe a un percance automovilístico que el compositor Tránsito Cocomarola sufrió en el kilómetro 11 de la Ruta Nacional 12.  A pesar de esto, no hay referencia alguna a ese episodio en la canción. Incluso, se asegura que Aguer escribió la letra desconociendo esa historia.

## Letra
| Adaptación al castellano (Teniendo en cuenta la rima y ritmo, más que la traducción literal) Vengo otra vez hasta aquí de nuevo a implorar tu amor, sólo hay tristeza y dolor al verme lejos de ti. Culpable tan sólo soy de todo lo que he sufrido, por eso es que ahora he venido y triste, muy triste estoy. Nunca vayas a olvidar que un día a este cantor le has dicho llena de amor “sin ti no me podré hallar”. Por eso quiero saber si existe en tu pensamiento aquel puro sentimiento que me supiste tener. Olvídame, mi bien, el enojo aquel que así nuestro amor podrá renacer Porque comprendí que no sé vivir así sin tu querer. | En Guaraní correntino yopará (mezclado con castellano) Ne rendápe aju jevy* de nuevo a implorar tu amor sólo hay tristeza y dolor al hallarme mombyry. La culpa mante areko de los tiempos que he sufrido, por eso es que ahora he venido ha kangyete aiko. Aníke nderesarái que un día a este cantor le has dicho llena de amor: "Nderehe'ỹ ndavy'ái". Che ndaikuahái* ãngaite, si existe en tu pensamiento aquel puro sentimiento rerekova cherehe. Ani ndepochy, anga chendivéi*, desengaño-ite mante areko. Ha che akã tavy, ãnga* oikuaha* nderehe kuña che upéicha aiko. | Traducción literal-interpretads "Al lugar donde estás vuelvo, de nuevo a implorar tu amor, solo hay tristeza y dolor al hallarme lejos. La culpa tengo nomás (siempre tuve), de los tiempos que he sufrido, por eso es que ahora he venido, y muy triste ando yo. No te olvides, que un día a este cantor, le has dicho llena de amor, sin vos no soy feliz. Yo no sé en este preciso momento, si existe en tu pensamiento, aquel puro sentimiento, que tuviste por mí. No estés enojada conmigo, pobrecito yo. Un gran desengaño tengo con nomás (persistentemente), mi loca cabeza ahora sabe, que por vos, mujer, yo ando así. |

Aclaraciones sobre la pronunciación: la H se pronuncia como una J suave (parecida a la del inglés), la Y se pronuncia de forma gutural (en la garganta) entre una I y una U (parecida a la ü francesa, solo que en guaraní es más gutural), la ' marca una breve pausa en la que se interrumpe la pronunciación, el acento nasal ( ~ ) indica que la vocal es nasal (se pronuncia marcándola con la nariz). La J se pronuncia como una Y del Noreste argentino (como diría "yo" un correntino). Los hablantes del guaraní correntino (correntinos y chaqueños) dicen la CH igual que en castellano, igual que los mbyá guaraní; aunque en la Provincia de Formosa y la de Misiones se lo suele pronunciar como la grafía "SH" del inglés (al igual que en Paraguay). Por último, hay que decir que en guaraní solamente se acentúan gráficamente las palabras cuando no son agudas; cuando no aparece acento en todo la palabra significa que la acentuación va en la última sílaba (aunque no este gráficamente marcado). Esto es así ya que mayoritariamente las palabras en guaraní son agudas. A su vez, el guaraní criollo de Corrientes tiene su peculiaridades, como decir "kuaha" y no "kuaa" (que significa "saber" o "conocer" en guaraní), y dice "chendivéi" y "nendivéi" para decir lo que los paraguayos dicen "chendive" (conmigo) y "nendive" (con vos). A su vez, el correntino suele decir "ãnga" lo que el paraguayo suele decir "ko'ág̃a", ambas significan "ahora". También, en Corrientes muchas veces dicen "jevy" en vez de "jey" ("de nuevo", "otra vez").

## Intérpretes
A lo largo de los años, “Kilómetro 11” ha sido interpretada por varios músicos argentinos, paraguayos,  y brasileños entre ellos León Gieco, Teresa Parodi, Ramona Galarza , Soledad Pastorutti, Néstor Damián Girett y Yamandú Costa.